# Wereldbeker BMX 2019

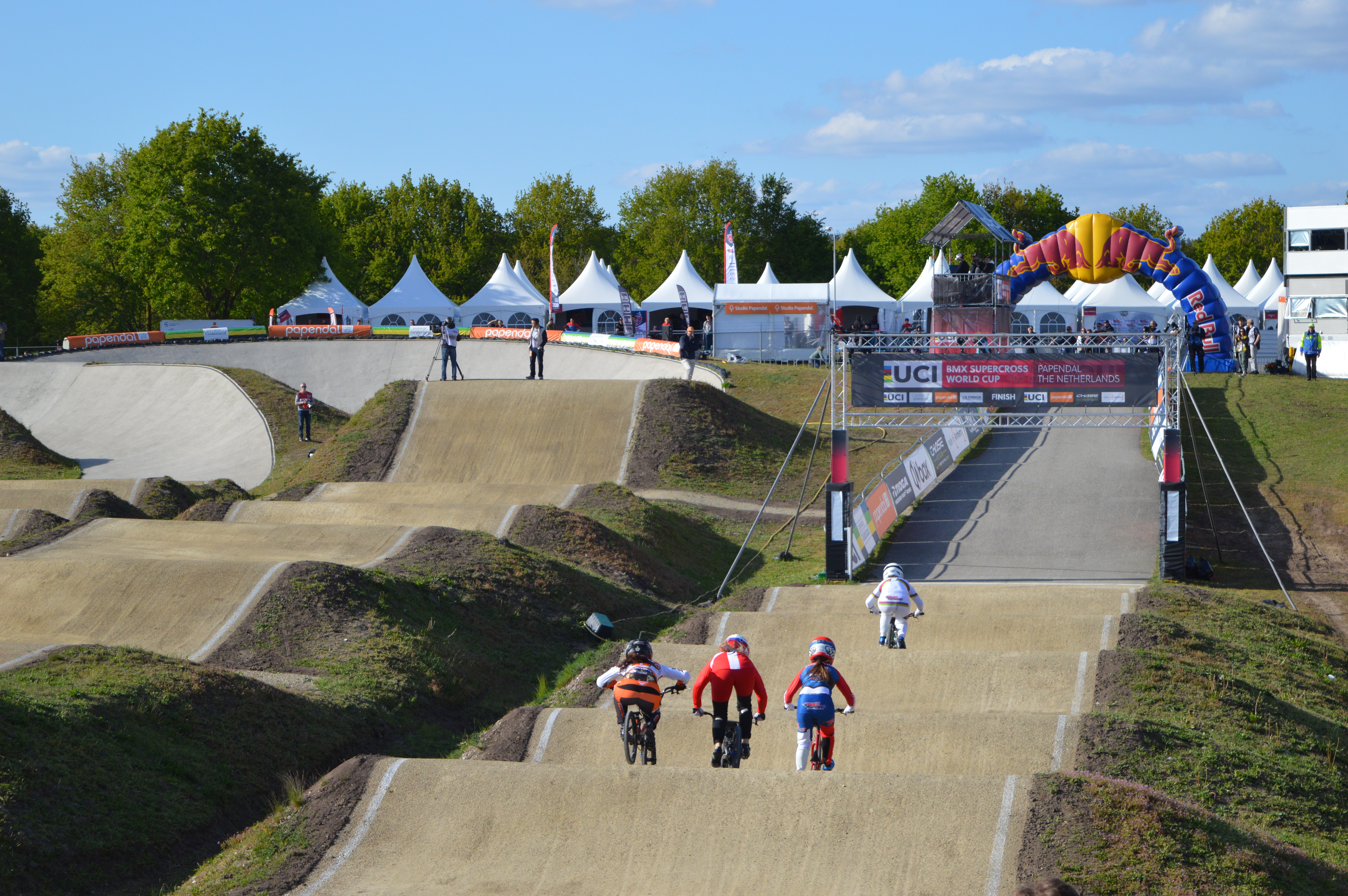
Regerend wereldkampioene Laura Smulders wordt tijdens de wereldbekerwedstrijd in Papendal achtervolgd door zus Merel Smulders, Judy Baauw en Simone Christensen

De wereldbeker BMX 2019 begon 27 april in het Engelse Manchester en eindigde op 29 september in het Argentijnse Santiago del Estero. 

## Mannen

### Uitslagen
| Datum             | Plaats                    | Eerste         | Tweede        | Derde             |
| ----------------- | ------------------------- | -------------- | ------------- | ----------------- |
| 27 april 2019     | Manchester                | Joris Daudet   | Sylvain André | Jérémy Rencurel   |
| 28 april 2019     | Manchester                | Kye Whyte      | Niek Kimmann  | Diego Arboleda    |
| 11 mei 2019       | Papendal                  | Niek Kimmann   | Alfredo Campo | Jérémy Rencurel   |
| 12 mei 2019       | Papendal                  | Niek Kimmann   | Joris Daudet  | Sylvain André     |
| 8 juni 2019       | Saint-Quentin-en-Yvelines | Niek Kimmann   | Alfredo Campo | Joris Daudet      |
| 9 juni 2019       | Saint-Quentin-en-Yvelines | Niek Kimmann   | Joris Daudet  | David Graf        |
| 14 september 2019 | Rock Hill                 | Corben Sharrah | Connor Fields | Izaac Kennedy     |
| 15 september 2019 | Rock Hill                 | Niek Kimmann   | Alfredo Campo | Dave van der Burg |
| 28 september 2019 | Santiago del Estero       | Gonzalo Molina | Alfredo Campo | Romain Mahieu     |
| 29 september 2019 | Santiago del Estero       | Niek Kimmann   | David Graf    | Gonzalo Molina    |

### Eindstand
| #  | Atleet          | Land | Punten |
| -- | --------------- | ---- | ------ |
| 1  | Niek Kimmann    | NED  | 1180   |
| 2  | Alfredo Campo   | ECU  | 890    |
| 3  | David Graf      | SUI  | 820    |
| 4  | Jérémy Rencurel | FRA  | 735    |
| 5  | Sylvain André   | FRA  | 709    |
| 6  | Romain Mahieu   | FRA  | 695    |
| 7  | Joris Daudet    | FRA  | 680    |
| 8  | Gonzalo Molina  | ARG  | 680    |
| 9  | Corben Sharrah  | USA  | 645    |
| 10 | Kai Sakakibara  | AUS  | 545    |

## Vrouwen

### Uitslagen
| Datum             | Plaats                    | Eerste             | Tweede           | Derde              |
| ----------------- | ------------------------- | ------------------ | ---------------- | ------------------ |
| 27 april 2019     | Manchester                | Simone Christensen | Judy Baauw       | Merle van Benthem  |
| 28 april 2019     | Manchester                | Manon Valentino    | Natalia Afremova | Ruby Huisman       |
| 11 mei 2019       | Papendal                  | Judy Baauw         | Alise Willough   | Laura Smulders     |
| 12 mei 2019       | Papendal                  | Laura Smulders     | Alise Willough   | Felicia Stancil    |
| 8 juni 2019       | Saint-Quentin-en-Yvelines | Laura Smulders     | Alise Willough   | Simone Christensen |
| 9 juni 2019       | Saint-Quentin-en-Yvelines | Manon Valentino    | Laura Smulders   | Alise Willough     |
| 14 september 2019 | Rock Hill                 | Laura Smulders     | Natalia Afremova | Alise Willough     |
| 15 september 2019 | Rock Hill                 | Laura Smulders     | Alise Willough   | Natalia Afremova   |
| 28 september 2019 | Santiago del Estero       | Laura Smulders     | Natalia Afremova | Felicia Stancil    |
| 29 september 2019 | Santiago del Estero       | Laura Smulders     | Natalia Afremova | Felicia Stancil    |

### Eindstand
| #  | Atleet             | Land | Punten |
| -- | ------------------ | ---- | ------ |
| 1  | Laura Smulders     | NED  | 1270   |
| 2  | Felicia Stancil    | USA  | 925    |
| 3  | Alise Willoughby   | USA  | 910    |
| 4  | Natalia Afremova   | RUS  | 890    |
| 5  | Manon Valentino    | FRA  | 850    |
| 6  | Simone Christensen | DEN  | 840    |
| 7  | Judy Baauw         | NED  | 725    |
| 8  | Saya Sakakibara    | AUS  | 655    |
| 9  | Mariana Pajón      | COL  | 605    |
| 10 | Lauren Reynolds    | AUS  | 600    |

2003 ·
2004 ·
2005 ·
2006 ·
2007 ·
2008 ·
2009 ·
2010 ·
2011 ·
2012 ·
2013 ·
2014 ·
2015 ·
2016 ·
2017 ·
2018 ·
2019 ·
2020 ·
2021 ·
2022 ·
2023 ·
2024